# 约瑟夫·威廉
约瑟夫·威廉（德語：Josef Wilhelm，1892年—1956年），瑞士男子竞技体操运动员。他曾获得1924年夏季奥运会体操比赛男子鞍马金牌和团体全能铜牌。他在该届奥运会参加的其他小项当中名次最高的是男子双杠的第四名。